# DR P1
DR P1 är Danmarks Radios första radiokanal. Den profileras som den talande kanalen, likt Sveriges Radio P1 i Sverige. Man sänder debatter, samhällsprogram, intervjuer med mera. År 2003 lyssnade 12 procent av Danmarks Radios lyssnare på kanalen. Kanalen kan sägas ha börjat sända 1925. Man sänder dygnet runt.